# Leopold Kompert

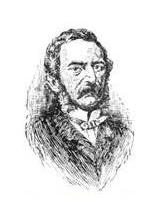
Leopold Kompert.

Leopold Kompert, född 15 maj 1822 i Münchengrätz (idag Mnichovo Hradiště) i Böhmen, död 23 november 1886 i Wien, var en österrikisk-judisk skriftställare.
Kompert var sedan 1857 tjänsteman vid kreditanstalten i Wien, författade en rad av psykologiska och poetiska skildringar ur de bömiske judarnas liv på landsbygden. Komperts "Gesammelte Schriften" utgavs i 8 band 1882-83. Flera av hans noveller har översatts till skilda europeiska språk.